# Leptojulis urostigma
Leptojulis urostigma es una especie de peces de la familia Labridae en el orden de los Perciformes.

## Morfología
Los machos pueden llegar alcanzar los 11 cm de longitud total.

## Distribución geográfica
Se encuentra en Taiwán, las Filipinas, Indonesia y Papúa Nueva Guinea.